# شهرستان سرتار
شهرستان سرتار (به لاتین: Sêrtar County) یک شهرستان‌های جمهوری خلق چین در چین است که در ولایت خودمختار گارزئی تبتی واقع شده‌است.
 شهرستان سرتار ۹٬۳۳۲ کیلومتر مربع مساحت و ۵۸٬۶۰۶ نفر جمعیت دارد و ۴٬۱۲۷ متر بالاتر از سطح دریا واقع شده‌است.